# Kabinett Siimann
Regierung der Republik Estland unter Ministerpräsident Mart Siimann (Kabinett Siimann)
Amtszeit: 17. März 1997 bis 25. März 1999
| Ressort                             | Name                 | Amtszeit              | Partei                  |
| ----------------------------------- | -------------------- | --------------------- | ----------------------- |
| Ministerpräsident                   | Mart Siimann         | 17.03.1997–25.03.1999 | Koonderakond            |
| Außenminister                       | Toomas Hendrik Ilves | 17.03.1997–14.10.1998 | Eesti Talurahva Erakond |
| Außenminister                       | Raul Mälk            | 14.10.1998–25.03.1999 | parteilos               |
| Innenminister                       | Riivo Sinijärv       | 17.03.1997–29.04.1997 | Koonderakond            |
| Innenminister                       | Robert Lepikson      | 05.05.1997–28.01.1998 | Koonderakond            |
| Innenminister                       | Olari Taal           | 29.01.1998–25.03.1999 | parteilos               |
| Verteidigungsminister               | Andrus Öövel         | 17.03.1997–25.03.1999 | Koonderakond            |
| Justizminister                      | Paul Varul           | 17.03.1997–25.03.1999 | Koonderakond            |
| Sozialministerin                    | Tiiu Aro             | 17.03.1997–25.03.1999 | Koonderakond            |
| Bildungsminister                    | Mait Klaassen        | 17.03.1997–25.03.1999 | parteilos               |
| Umweltminister                      | Villu Reiljan        | 17.03.1997–25.03.1999 | Eesti Maarahva Erakond  |
| Verkehrs- und Infrastrukturminister | Raivo Vare           | 17.03.1997–25.03.1999 | parteilos               |
| Wirtschaftsminister                 | Jaak Leimann         | 17.03.1997–25.03.1999 | parteilos               |
| Finanzminister                      | Mart Opmann          | 17.03.1997–25.03.1999 | Koonderakond            |
| Landwirtschaftsminister             | Andres Varik         | 17.03.1997–25.03.1999 | Eesti Maarahva Erakond  |
| Kulturminister                      | Jaak Allik           | 17.03.1997–25.03.1999 | Koonderakond            |
| Ministerin ohne Geschäftsbereich    | Andra Veidemann      | 17.03.1997–25.03.1999 | Arengupartei            |
| Minister ohne Geschäftsbereich      | Peep Aru             | 17.03.1997–25.03.1999 | Koonderakond            |